# Atractodes necrix
Atractodes necrix is een insect dat behoort tot de orde vliesvleugeligen (Hymenoptera) en de familie van de gewone sluipwespen (Ichneumonidae). De wetenschappelijke naam werd gepubliceerd door W.R.M. Mason in 1971. Het insect was een van de 82 Hymenoptera-soorten die op kadavers van varkens werden geïdentificeerd in South Carolina tijdens een studie tussen 1962 en 1967.